# Nicola Sirkis
Nicola Sirkis, bürgerlicher Name Nicolas Sirchis (* 22. Juni 1959 in Antony, Département Seine), ist ein französischer Sänger, Gitarrist und Komponist. Er ist der Zwillingsbruder von Stéphane Sirkis und ist Gründer sowie Frontmann der Band Indochine.

## Jugend
Die ersten Jahre seines Lebens verbrachte der Sohn eines Atom-Ingenieurs zusammen mit seinen Brüdern Stéphane und Christophe in Igny. Aufgrund einer beruflichen Veränderung des Vaters zog die Familie später nach Brüssel (Belgien) um. Die Familie lebte in guten Verhältnissen, man hörte in der Freizeit in erster Linie klassische Musik. Die familiäre Situation war zudem von großem Respekt gekennzeichnet, Nicola siezte seine Eltern, die wiederum tolerierten viele Dinge wie beispielsweise das Rauchen der Kinder in der Öffentlichkeit. 1971 trennten sich die Eltern, Nicola lebte dann bei seiner Mutter, der Kontakt zum Vater, zu dem er ein enges Verhältnis hatte, brach jedoch nicht ab. 
In der Zeit der Trennung der Eltern kam Nicola in ein Internat, ein Umstand, den er als eine der schwersten Phasen seines Lebens bezeichnet, da er sich eingesperrt fühlte. Dennoch waren seine schulischen Leistung gut, er galt als Klassenbester. 
Später zog die Mutter mit ihren Kindern in die Nähe von Paris. Dies bedeutete für Nicola einen erneuten Einschnitt in seiner Entwicklung, da er es bislang gewohnt war, in großen Häusern zu leben, die Mutter jedoch am Rande der französischen Hauptstadt ein kleineres Appartement bezog. Dieser Einschnitt hatte auch Auswirkungen auf das Verhältnis zu seinem Zwillingsbruder. Besuchte man bislang gemeinsame Schulklassen, wurden sie nun jedoch aus Quotengründen getrennt. Auch die persönlichen Interessen und der Freundeskreis der beiden änderten sich, ebenfalls wie Nicolas bis dahin hervorragende schulische Leistungen. Nach eigenen Angaben begann er erst wenige Tage vor dem Bac (Baccalauréat) zu lernen. Vier Wiederholungen der Prüfung (unter anderem an zwei Privatschulen) waren nötig, bis Nicola die erforderlichen Ergebnisse erbrachte, wobei seine Schwierigkeiten besonders in den Bereichen Mathematik und Englisch lagen.
Nach der Schulzeit setzte sich Nicola für Amnesty International ein und nahm vereinzelt an deren Aktionen teil.

## Armee
Obwohl er sagt, dass er kein Pazifist sei, versuchte er, nicht in der Armee dienen zu müssen. So legte er bei seiner Musterung ein ärztliches Attest vor, mit dem er einen eingeklemmten Ischiasnerv belegte. Dennoch wurde er als wehrtauglich eingestuft und musste am 4. August 1981 seinen Militärdienst antreten, wo er als Funker eingesetzt wurde. Als man ihm einen Helm und ein Gewehr reichte, brach er nach eigenen Angaben in Tränen aus. Er verfiel in Depressionen und unternahm mit starken Beruhigungsmitteln einen Selbstmordversuch. Nur durch Wiederbelebungsmaßnahmen konnte er gerettet werden.

## Privatleben
Am 24. September 2003 heiratete er Gwenaëlle, die Bassistin der Band Madinka; die beiden haben eine Tochter (* 2001). Über sein aktuelles Privatleben dringt nur vereinzelt etwas an die Öffentlichkeit. Zuweilen halten sich Gerüchte, dass er homosexuell veranlagt sei.

## Anekdoten
Nach einem Interview unterlief einem Journalisten ein Schreibfehler. So wurde er nicht als Nicolas Sirchis, sondern als Nicola Sirkis bezeichnet. Nicola nutzte diese Gelegenheit und machte diesen Schreibfehler zu seinem Künstlernamen.